# Маклауд, Норман (1754-1801)
Генерал-майор Норман Маклауд из Маклауда (4 марта 1754 — 16 апреля 1801) — шотландский военный и политик, который с 1790 по 1796 год занимал пост члена парламента от Инвернессшира. Томас Пеннант назвал его «необычайно умным». Будучи депутатом парламента, он был одним из первых борцов (1796 г.) за отмену работорговли. 23-й глава клана Маклауд (1772—1801).

## Биография
Родился в Броди-хаусе, Морей, 4 марта 1754 года. Единственный сын Джона Маклауда Младшего (1730—1767) и Эмели Броди. Первые 10 лет жизни он провел со своей матерью в Хэмпшире, получая частные уроки. Затем его отправили жить к деду в Сент-Эндрюс, а затем он учился в Сент-Эндрюсском университете (1769/1770), но был отстранен из-за «сексуальной выходки», а затем в 1770 году поступил в Оксфордский университет.
В 1771 году после чумы крупного рогатого скота в его семейном доме в поместье Данвеган-Касл на острове Скай он поклялся вернуться и решить различные трудности.
В 1772 году он сменил своего деда Нормана Маклауда на посту 23-го вождя клана Маклауд. Он вернулся в замок Данвеган, древнюю резиденцию семьи в острове Скай, и обнаружил, что его дедушка также оставил ему долг в размере 50 000 фунтов стерлингов. К 1775 году, устав от жизни на Скай и будучи не в состоянии освободиться от долга, он получил звание капитана 71-го полка или горцев Фрейзера.
В 1776 году он отплыл с полком в Америку, но был захвачен каперами. Через несколько лет он вернулся домой и получил звание майора 73-го полка «Горцев Макдауда». Вскоре после этого он стал подполковником 42-го горского полка. В 1781 году он с батальоном отплыл к мысу Доброй Надежды, но экспедиция продолжила путь в Индию.
Он служил бревет-полковником в Ост-Индии в 1782—1794 годах, сражался против Типу Султана, а затем в Малабарском регионе в Индии, где был заместителем командира. Он достиг звания генерал-майора в 1794 году с зарплатой в 6000 фунтов стерлингов в год.
В 1790 году, вернувшись в Великобританию, он был избран членом Королевского общества Эдинбурга. Его заявителями предложениями были Джон Хилл (его дядя), Эндрю Дункан и Джеймс Хаттон. В следующем году он был избран членом Лондонского королевского общества.
Будучи депутатом, он голосовал против войны с Францией в феврале 1792 года. В апреле 1793 года он голосовал за помощь шотландским католикам. В 1794 году его обвинили в растрате денег во время пребывания в Индии, и он так и не оправился от этого обвинения.
Финансово разоренный, он отказался от политической жизни и к 1796 году начал пить.
Норман Маклауд скончался на Гернси 16 апреля 1801 года, готовясь к круизу для восстановления здоровья. Он оставил долги в размере 33 000 фунтов стерлингов.

## Семья
Норман Маклауд был дважды женат. В апреле 1776 года он женился первым браком на Мэри Маккензи, дочери Уильяма Маккензи из Садди. Она умерла в феврале 1784 года, и это событие травмировало Нормана на всю оставшуюся жизнь. От Мэри у него быоло двое детей:
- Мэри Эмилия Маклауд (? — 1809), вышла замуж за капитана Уильяма Нормана Рамзи
- Норман Маклауд (1781—1800), который погиб в результате взрыва HMS Queen Charlotte в Ливорно.

Позже он женился на Саре Стэкхаус, дочери Натаниэля Стэкхауса, члена совета в Бомбее, Британская Индия. Она была известной красавицей. У них было четверо детей:
- Энн Элиза Маклауд (? — 2 октября 1889), жена Спенсера Персиваля.
- Сара Маклауд (? — июнь 1806), жена Роберта Прингла из Стикилла, Младшего
- Эмилия Энн Маклауд (1786 — 22 февраля 1830), жена сэра Джона Прингла из Стикилла, 5-го баронета
- Джон Норман Маклауд (3 августа 1788 — 25 марта 1835), 24-й глава клана Маклауд (1801—1835).